# アトランティック・イヤーズ
アトランティック・イヤーズ(The Atlantic Years)は、エマーソン・レイク・アンド・パーマー（ELP）のベスト・アルバム。

## 発売日
本作の発売日は、本ページが参考にしている「All Music Guide」では1992年7月、Excite等ダウンロード・サイトでのデータでは1992年8月になっており、様々な情報を総合すると、この時期が正しいのではないかと推察されるが、ELPの公式サイトでは「1991年にアトランティック・レコードからリリース、1996年にRhinoとCastleから再リリース」と記載されていた。したがって本ページでは公式サイトの発表に従っている。

## 内容
CD2枚組のベスト・アルバム。ファースト・アルバム（1970年）から1979年に解散する前の最後のアルバム『ラブ・ビーチ』（1978年）までの中から、代表的な曲をほぼ年代順に収録している。
1980年に発表されたELP初のベスト・アルバム『ベスト・オブ・EL&P』はアナログ・レコードであったので、収録時間に制限があり代表的な大曲を収録できなかった。しかし本作はCDであるので「タルカス」と「悪の経典#9」の全曲と「展覧会の絵」の後半部分を収録している。このような内容の充実ぶりと、CD2枚組という適度な分量のため、数あるベスト盤の中では選曲の評判が良く、ELPの入門用として薦めているファンやファン・サイトも多い。

## 収録曲
ディスク 1
1. Knife Edge
2. Take a Pebble
3. Lucky Man
4. Tank
5. Tarkus
6. Excerpts from Pictures at an Exhibition
7. Endless Enigma, Pt. 1
8. Fugue
9. Endless Enigma, Pt. 2

ディスク 2
1. From the Beginning
2. Karn Evil 9
3. Jerusalem
4. Still...You Turn Me On
5. Toccata
6. Fanfare for the Common Man (Special Edit)
7. Pirates
8. I Believe in Father Christmas (Original Single Version)
9. Honky-Tonk Train Blues
10. Canario